# Georg Ernst Ludwig Hampe
Georg Ernst Ludwig Hampe (Fürstenberg, 5 de julio de 1795 - Helmstedt, 23 de noviembre de 1880) fue un botánico y micólogo alemán.

## Biografía
Se desempeñó como farmacéutico en Blankenburg, de 1825 a 1876; se especializa en musgos.
La Universidad de Göttingen le otorga el título de doctor honorífico en 1870.
Hampe hace excelentes contactos para traer varias y valiosas colecciones: Estados Unidos, México, Puerto Rico, Colombia, Ecuador, Perú, Brasil, Sudáfrica, Madagascar, Sri Lanka, Borneo, Australia, Nueva Zelanda.
Publica con Friedrich Gottlieb Bartling (1798-1875) Vegetabilia cellularia in Germania septentrionale praesertim in Hercynia et in agro Gottingensi: wohl komplett.

## Algunas publicaciones
- Prodromus florae Hercyniae. Halle 1836, Nordhausen 1842
- Linnaea, 1844
- Icones muscorum novorum vel minus cognitorum. Bonn, 1844
- Flora Hercynica oder Aufzählung der im Harzgebiete wildwachsenden Gefässpflanzen, G. Schwetschke'scher Verlag. 1873
- Flora Hercynica. Halle, 1875

## Honores

### Eponimia
Género
- Hampella se nombra en su honor.

- La abreviatura «Hampe» se emplea para indicar a Georg Ernst Ludwig Hampe como autoridad en la descripción y clasificación científica de los vegetales.[1]